# ラトマノフ島

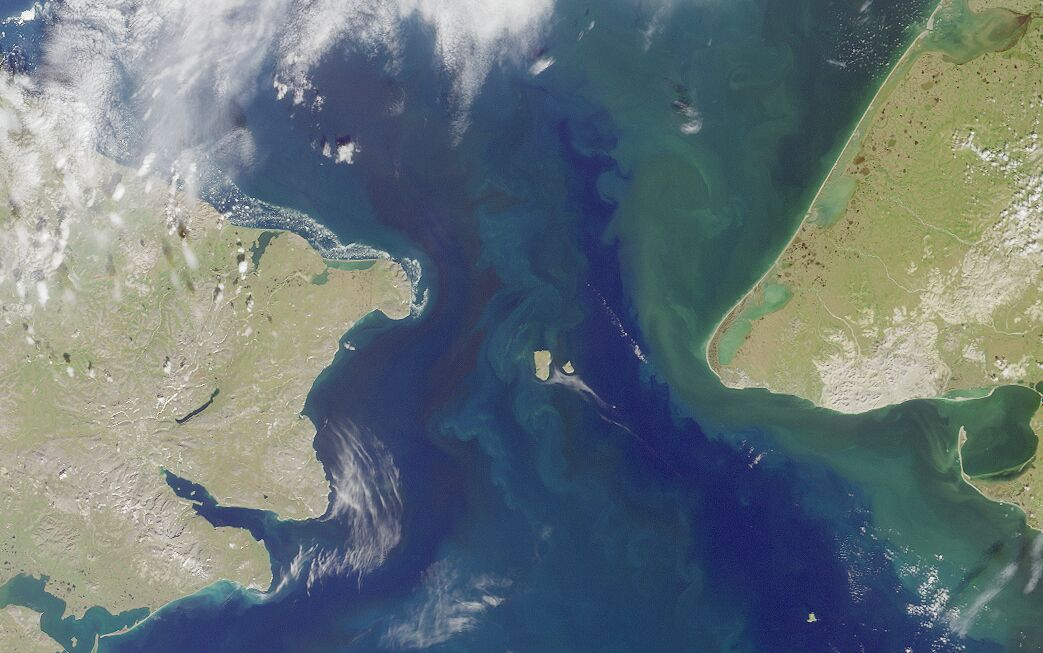
ベーリング海峡の衛星写真。海峡の幅は写真左のチュクチ半島デジニョフ岬と右のスワード半島プリンスオブウェールズ岬を結ぶ直線距離およそ82キロメートルの場所が最も狭い。その線のおよそ中間点付近にダイオミード諸島がある。

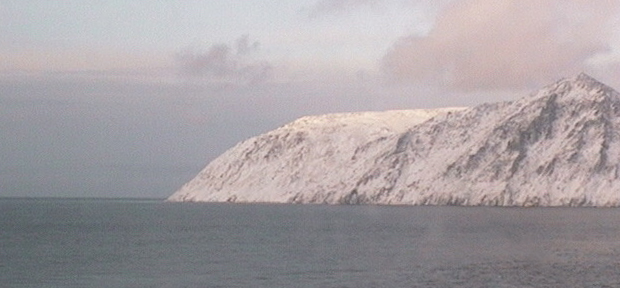
リトルダイオミード島から見えるラトマノフ島

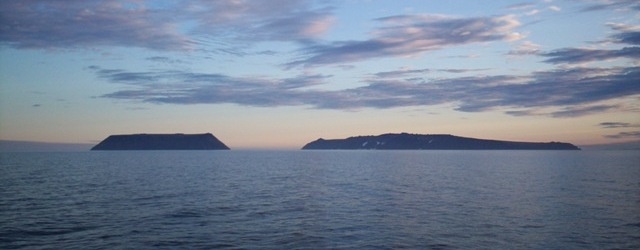
右側の島がラトマノフ島

ラトマノフ島（ロシア語: Остров Ратманова）はロシア連邦チュクチ自治管区のチュクチ行政区に属している島である。ビッグダイオミード島（英語: Big Diomede Island）、イマクリク島（イヌピアック語: Imaqłiq）ともいう。

## 地理
ラトマノフ島はチュクチ半島デジニョフ岬の南東45キロメートル先、ロシア連邦領の最東端に位置する。
大小2島からなるダイオミード諸島のうちの大きな島がラトマノフ島であり、ユーラシア大陸とアメリカ大陸の間に位置するベーリング海峡に位置している。
近くを国際日付変更線が通ることから明日島（英語: Tomorrow Island）とも呼ばれている。
島東岸から3.9キロメートル東にはアメリカ合衆国領リトルダイオミード島があり、その間にはロシア連邦とアメリカ合衆国を分かつ国境線と国際日付変更線が島の1.3キロメートル東に走っている。
島は、溶岩が厚い氷河や氷床を突き抜けたときに形成される、島頂が平坦で、周囲が急峻な崖に囲まれているTuyaと言われる独特の形状をしており、島の面積は29km2である。
島の最高標高点は505mである。

## 歴史

### アメリカのアラスカ購入以前
アラスカ購入までの島の歴史はダイオミード諸島の項目を参照のこと。

### 20世紀
第二次世界大戦から冷戦期にかけて、ラトマノフ島には軍の基地がおかれた。
第二次世界大戦の後、国境を越えた住民の接触を防ぐために、住民は強制的にラトマノフ島からロシア本土に移住させられた。
現在でもこの島には定住人口はなく、ロシア連邦の気象観測所とロシア国境軍の基地の島である。なお、ロシア・ビヨンドの報道によると、1989年以降米ロ双方の先住民に限り、ラトマノフ島とリトルダイオミード島間の国境をまたいだビザなし往来が認められているが、前述のとおりラトマノフ島には民間人の住民はおらずロシア国境軍と気象観測所要員が駐留するのみであり、この特例が活用されているかどうかは不明である。

## 動物相
- ラトマノフ島では11種の鳥が確認されている。
- ホッキョククジラとコククジラが島周辺の水域に生息している。

## ギャラリー

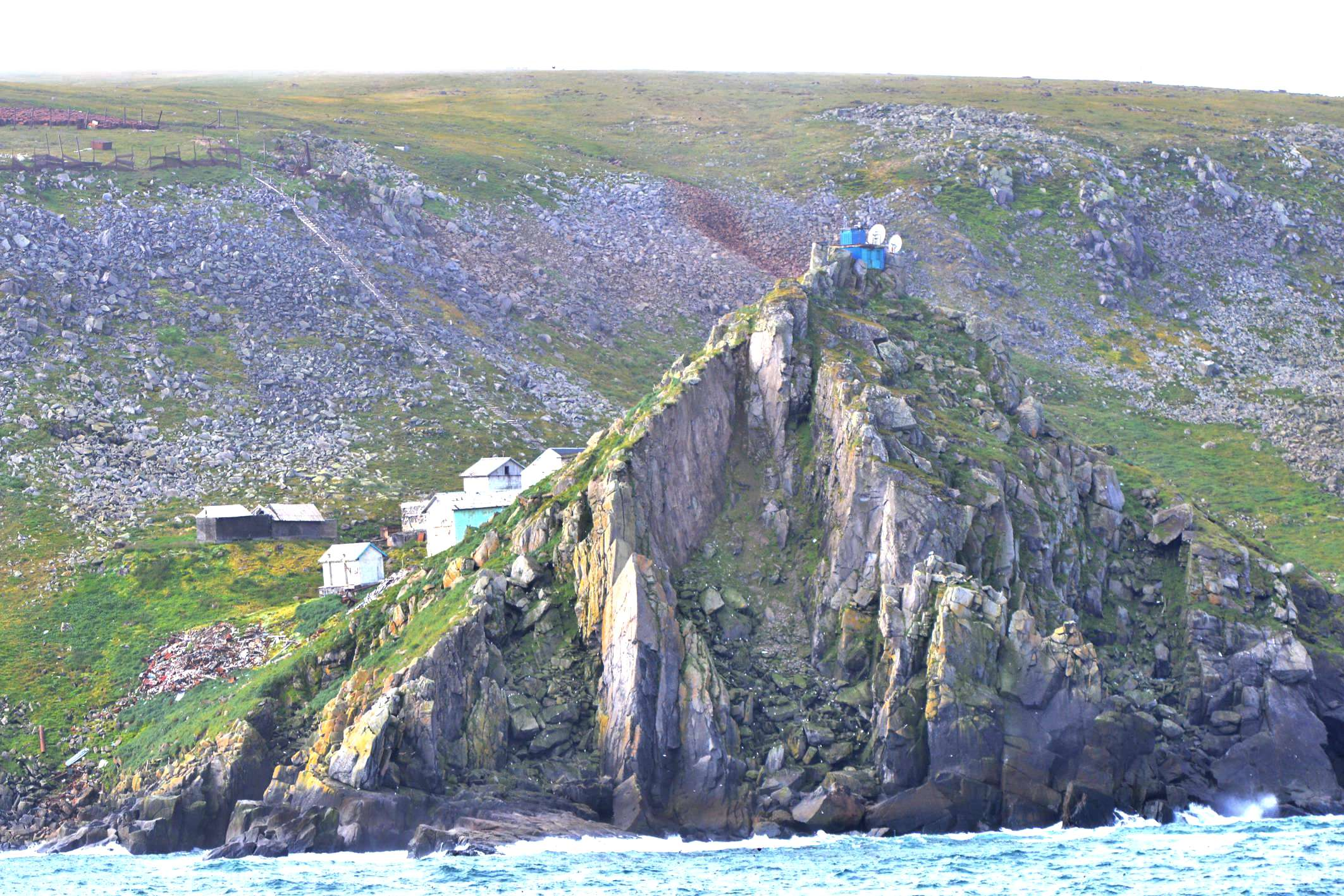
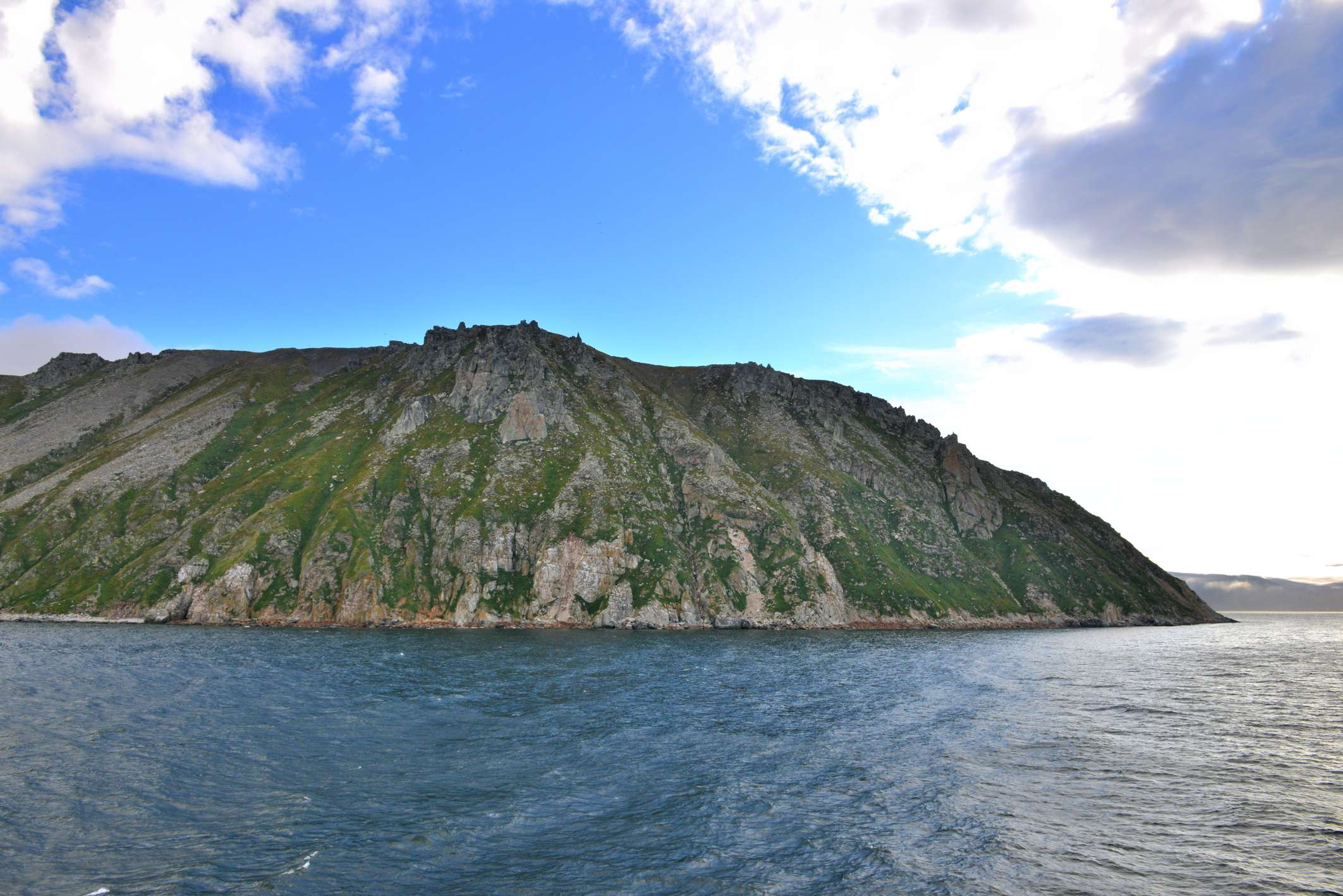
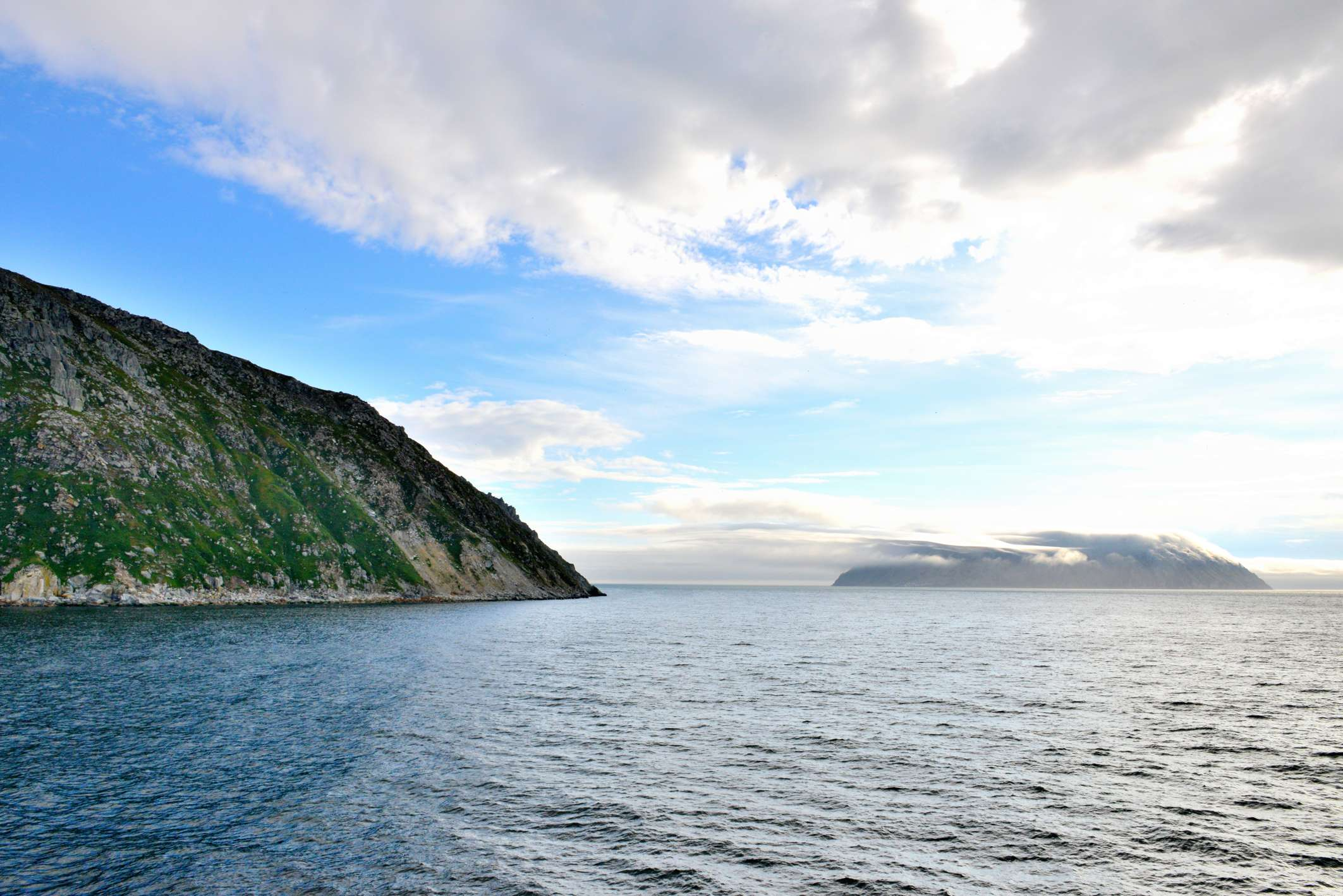